# Usina Cambahyba
A Usina Cambahyba foi uma usina de açúcar localizada no município de Campos dos Goytacazes, no norte do estado do Rio de Janeiro. O local se tornou notório pelo fato de que, durante o período da ditadura militar no Brasil, ter sido utilizado para incinerar os corpos de opositores do regime. A usina foi administrada por Heli Ribeiro Gomes,vice-governador do estado na época. 

## Pessoas incineradas
Há muito relata-se que a usina teria servido para incinerar corpos de opositores do regime militar durante o período ditatorial no Brasil. Os relatos apontam para ocultação e destruição de 12 cadáveres entre os anos 1973 e 1975. O caso chegou ao Ministério Público Federal, e de acordo com o procurador Guilherme Virgílio, a investigação foi especificamente sobre a incineração dos corpos e, consequentemente, desaparecimento forçado das vítimas e não sobre como elas foram mortas.
| “                                                                                        | O forno da usina era enorme, ideal para transformar em cinzas qualquer vestígio humano. | ” |
| — Cláudio Guerra, ex-delegado do DOPS, em trecho do livro "Memórias de uma Guerra Suja". |                                                                                         |   |

Dentre as pessoas que teriam sido incineradas nos fornos da usina, constam:
- João Batista e Joaquim Pires Cerveira, presos na Argentina pela equipe do delegado Sérgio Fleury;[4]
- Ana Rosa Kucinsk e Wilson Silva, “a mulher apresentava marcas de mordidas pelo corpo, talvez por ter sido violentada sexualmente, e o jovem não tinha as unhas da mão direita”;[4]
- David Capistrano (“lhe haviam arrancado a mão direita”), João Massena Mello, José Roman e Luiz Ignácio Maranhão Filho, dirigentes históricos do PCB;[4]
- Fernando Augusto Santa Cruz Oliveira e Eduardo Collier Filho, militantes da Ação Popular Marxista Leninista (APML).[4]